# Ciccio Ingrassia
Francesco Ingrassia, detto Ciccio (Palermo, 5 ottobre 1922 – Roma, 28 aprile 2003), è stato un attore, comico, regista, sceneggiatore, conduttore televisivo e cantante italiano.
Insieme a Franco Franchi formò il famoso duo comico Franco e Ciccio, entrato nella storia della cinematografia italiana. La coppia girò più di 100 film tra gli anni sessanta e ottanta, e si distinse anche nel mondo dello spettacolo, tra televisione (apparizioni e conduzione di programmi di successo) e teatro.
Nel corso della sua lunga carriera cinematografica, Ingrassia è stato candidato più volte alla vittoria di svariati premi. Fu candidato per la prima volta ai Nastri d'argento nel 1974, come miglior attore non protagonista per Amarcord di Federico Fellini. Ebbe successivamente altre due candidature, sempre come miglior attore non protagonista nel 1976, per il quale vinse il premio recitando nel ruolo dell'onorevole Voltrano nel film Todo modo di Elio Petri e nel 1996, per il film Camerieri. Nel 1988 venne candidato ai Ciak d'oro come miglior attore non protagonista per il film Domani accadrà, diretto da Daniele Luchetti (al suo esordio alla regia), mentre nel 1991 vinse il David di Donatello per il film Condominio, come miglior attore non protagonista nel ruolo del maresciallo Gaetano Scarfi.

## Biografia

### Giovinezza
Nacque a Palermo, nel quartiere Il Capo, in via San Gregorio, il 5 ottobre 1922. Molte biografie riportano il 1923, ma si tratta di un refuso giornalistico che il comico non si è mai premurato di correggere.
Quartogenito dei cinque figli di Pietro Ingrassia (muratore) e di Nunzia Motta (casalinga), di modestissime condizioni economiche. Sin dall'infanzia manifestò uno scarso interesse per l'istruzione e una propensione all'umorismo. Nonostante il modesto impegno profuso nell'attività scolastica, riuscì a ottenere la licenza elementare, ma con molti problemi perché non era bravo in matematica. Nel 1936 si iscrive al primo ginnasio dell'Istituto "De Cosme" pur cosciente di non aver alcuna speranza di terminare gli studi. Il suo unico scopo era quello di avere la divisa nuova della scuola (un vestito nuovo all'epoca era ambitissimo) e, una volta ottenuta, lasciò gli studi dopo appena due mesi per dedicarsi al lavoro ed ottenere il denaro che sarebbe servito alla sua famiglia. Nell'adolescenza cercando di mantenersi con i mestieri più disparati (barbiere, falegname, calzolaio, salumiere), si guadagnò da vivere dal 1938 come intagliatore di calzature; eppure già iniziò a manifestarsi la sua passione per il mondo dello spettacolo e cominciò a esibirsi in occasione di cerimonie private dove imitò con successo alcune gag di Totò, divenuto il suo idolo.

Ciccio Ingrassia nel 1946, agli inizi della carriera

Il suo vero e proprio esordio sulle assi del palcoscenico risale a qualche anno più tardi, in pieno conflitto mondiale: nel 1944, infatti, dopo una lunga frequentazione del "Bar degli artisti" di Palermo, autentico raduno di celebrità in erba, si riunì a Enzo Andronico e a Mimì Ciampolo a formare il Trio Sgambetta. Da quel momento per il comico palermitano iniziò una lunga gavetta, segnata da condizioni al limite dell'indigenza. Alla fine della guerra si trasferì a Torino, dove si misurò, al fianco di un esordiente Gino Bramieri, nel genere della parodia che allora godeva dei favori del pubblico. Nel 1950 
nacque un altro trio formato da Ciccio, Cecè Doria e Maurel, il cui pezzo forte era un numero in cui andavano in scena vestiti da donna, un espediente di grande effetto comico spesso usato nell'avanspettacolo. Durante una recita milanese, nel 1957, Ingrassia conobbe una componente di una scalcagnata orchestra di Tabarin, Rosaria Calì (1926-2019), con la quale convolò a nozze a Genova il 5 settembre 1960 ed ebbe da lei il figlio Giampiero, nato il 18 novembre 1961, che più tardi seguirà le sue orme.

### Franco e Ciccio

Ciccio Ingrassia e Franco Franchi nel film Due mattacchioni al Moulin Rouge (1964)

All'inizio degli anni cinquanta, Ingrassia era attore in una compagnia teatrale, con regolare contratto. Per le strade di Palermo incontrò quasi casualmente Francesco Benenato, che presto acquisisce il nome d'arte di Franco Franchi, iniziando un lungo sodalizio artistico cinematografico, che avrebbe dato vita a una coppia definita "d'oro" per il grande successo che ebbe di pubblico e di botteghino. L'occasione per debuttare insieme avvenne quando il capocomico della compagnia di avanspettacolo "Pasquale Pinto", Giuseppe Pellegrino di Catania, propose a Ciccio di sostituire uno dei suoi comici Nino Formicola (che si era ammalato durante il viaggio da Napoli a Palermo) nello spettacolo che dovevano fare in Sicilia. Ciccio all'inizio rifiutò, perché era tornato a fare il tagliatore-modellista di calzature e propose a Pellegrino di assumere Franco al suo posto. Inizialmente il capocomico non voleva scritturare Franco perché voleva puntare sul sicuro, ma Ciccio insistette così tanto (perché credeva nelle sue qualità) che alla fine Pellegrino accettò a patto però che venisse anche Ciccio, in modo che se Franco si fosse rivelato un fiasco avrebbe avuto un valido ricambio. Così il gran debutto avvenne nel Teatro Costa di Castelvetrano presso Trapani. Nel 1954, si esibirono per la prima volta insieme. Il primo spettacolo era dedicato alla canzone napoletana Core 'ngrato. 
La collaborazione artistica fra i due comici siciliani si consolidò ben presto in una profonda amicizia. L'esperienza e la maggior padronanza del linguaggio di Ciccio si fondono perfettamente con la vitalità e la grande potenzialità comica di Franco. Dopo un periodo di prova nella maggior parte dei teatri siciliani, Franco e Ciccio approdarono a Napoli. Qui ottennero un enorme successo al Salone Margherita, dove fecero moltissimi spettacoli (generalmente dei collage di sketch). Benché i due comici fossero ormai diventati noti, finora avevano frequentato soltanto i teatri di serie B del sud e il loro tenore di vita era ancora basso (dormivano nello stesso letto e non sempre mangiavano).
Un'altra svolta nella loro vita avvenne quando vennero notati da un altro capocomico siciliano, Giovanni Di Renzo che li aveva visti durante uno spettacolo tenuto al Politeama per i vigili urbani. Di Renzo affermò che se Franco e Ciccio avessero ottenuto anche al nord almeno il 50% del successo che avevano riscosso lì, sarebbero diventati i migliori comici italiani e così vennero ingaggiati per una tournée al nord. Il capocomico anticipò loro 10.000 lire, che spesero subito e per questo furono costretti a fare un prestito per pagare il biglietto ferroviario per Milano. 
Nel 1957 Franco e Ciccio si esibirono in molti teatri lombardi. Il debutto al nord avvenne a Como con lo spettacolo Al Texas Club scritto da Gallucci, che poi portarono anche a Bergamo (al Teatro Duse). Il secondo lavoro che presentarono si intitolò Due in allegria e cinque in armonia scritto da Amedeo Sollazzo (in futuro, sceneggiatore di alcuni loro film). In questo spettacolo Franco e Ciccio interpretavano lo sketch di due legionari, ripreso poi nel film del 1962 I due della legione. In Lombardia Franco e Ciccio riscossero successo e apprezzamenti dando prova che la loro comicità fosse universale e quindi non legata a confini regionali. 
Dopo la Lombardia, Franco e Ciccio cominciarono a girare, nel 1959, i teatri del Veneto. Durante un loro spettacolo a Belluno, Franco rimase imprigionato con le ballerine nel teatro dove era scoppiato un incendio. Fortunatamente riuscì a trovare l'estintore e si salvò. Questi due lavori gli valsero il primo riconoscimento ufficiale, il premio "Mascotte", assegnato dall'omonima rivista d'avanspettacolo, come rivelazione dell'anno. Con Due in allegria e cinque in armonia si esibirono anche in Francia, grazie all'interesse dell'impresario francese Metz. Nonostante il loro francese fosse del tutto incomprensibile, riuscirono a far ridere anche il pubblico, grazie alla potenza comica delle loro gag visive. 
Nel 1960 esordirono nel cinema, con il film Appuntamento a Ischia di Mario Mattoli, nel ruolo di due contrabbandieri. Essi realizzarono insieme, senza contare i film da solisti, centotrentadue film prevalentemente nella prima metà degli anni sessanta, lavorando con registi, come: Vittorio De Sica, Mario Bava, Lucio Fulci, Mario Mattoli, Steno, Pier Paolo Pasolini (li scritturò per l'episodio Che cosa sono le nuvole? del film corale Capriccio all'italiana del 1968), Paolo e Vittorio Taviani, Castellano e Pipolo (spesso anche sceneggiatori dei loro film e programmi TV), Camillo Mastrocinque, che li diresse nel film I motorizzati, Bruno Corbucci, Sergio Corbucci, Gianni Puccini, Luigi Comencini e lavorando con attori, quali: Buster Keaton, Vincent Price, Philippe Noiret, Totò, Aldo Fabrizi, Peppino De Filippo, Walter Chiari, Virna Lisi, Lando Buzzanca, Franca Valeri, Sylva Koscina, Valeria Fabrizi, Sandra Mondaini, Raimondo Vianello, Ugo Tognazzi, Gina Lollobrigida, Nino Manfredi, Misha Auer, Gino Bramieri, Lino Banfi, Aldo Giuffré, solo per citarne alcuni. 
Nel 1961 presero parte alla commedia musicale Rinaldo in campo, diretta da Garinei e Giovannini, con Domenico Modugno, Delia Scala e Paolo Panelli. Nella stagione 1963-1964, presero parte all'opera teatrale Tommaso d'Amalfi, diretta da Eduardo De Filippo, accanto a Domenico Modugno (che li diresse nel film Tutto è musica del 1963). Nella stessa stagione furono ospiti fissi del programma Cantatutto, presentato da Claudio Villa, Milva e Nicola Arigliano.
Nel solo 1964 realizzano ben ventidue film, incassando circa sette miliardi e trecento milioni di lire, circa il 10% dei proventi della filmografia italiana in quell'anno. Sebbene apprezzati dal pubblico, i loro lavori furono sovente snobbati dalla critica. Molti film sono incentrati sul tema della mafia, giocando inizialmente sullo stereotipo siciliano-mafioso come L'onorata società di Riccardo Pazzaglia e la serie che segue I due mafiosi di Giorgio Simonelli. Altri s'incentrano sulla satira umoristica della società prendendo di mira la politica (I 2 deputati di Giovanni Grimaldi), la religione (Don Franco e Don Ciccio nell'anno della contestazione di Marino Girolami), lo sport (I due maghi del pallone di Mariano Laurenti), la giustizia (Riuscirà l'avvocato Franco Benenato a sconfiggere il suo acerrimo nemico il pretore Ciccio De Ingras? di Mino Guerrini), di genere western (I due sergenti del generale Custer di Giorgio Simonelli), film con titoli demenziali (Come rubammo la bomba atomica, Come svaligiammo la Banca d'Italia, Come inguaiammo l'esercito di Lucio Fulci) o incentrati semplicemente sui personaggi (I due pompieri di Bruno Corbucci, I due assi del guantone di Mariano Laurenti, Franco e Ciccio e le vedove allegre di Marino Girolami) e musicali (Nel sole di Aldo Grimaldi, con Albano Carrisi e Romina Power, Stasera mi butto di Ettore Maria Fizzarotti, con Rocky Roberts e Giancarlo Giannini o Lisa dagli occhi blu di Bruno Corbucci, con Mario Tessuto). Recitarono in film realizzati in fretta e con pochi mezzi, come quelli girati con il regista Marcello Ciorciolini, arrivando a realizzarne in un anno anche una decina, spesso privi di una vera e propria sceneggiatura e dove spesso improvvisavano sul set; di migliore fattura risultano i tredici film diretti da Lucio Fulci che fu l'artefice del ribaltamento dei loro ruoli tipici, facendo diventare Ciccio quello serio, la spalla, e Franco quello comico. 
Considerati da sempre come protagonisti di film trash, vennero successivamente rivalutati per la loro comicità e le capacità creative, divenendo oggetto di studio. Alla fine degli anni sessanta, fu proposto loro di prendere parte al film Pinocchiaccio di Nelo Risi, nei ruoli del gatto e della volpe, ma il progetto non vide mai la luce. Successivamente, interpretarono tale ruolo nel noto sceneggiato Rai Le avventure di Pinocchio (1972) di Luigi Comencini, insieme a Gina Lollobrigida, Andrea Balestri e Nino Manfredi. 
Nel 1966 presentarono la loro prima trasmissione televisiva I due nel sacco, andata in onda sul Programma Nazionale. Si trattava della riproposizione televisiva delle gag che gli attori presentavano con successo al cinema. Nel 1967, invece, affiancarono Alberto Lupo alla conduzione di Partitissima. Seguì, successivamente, la pubblicità. La coppia, infatti, fu protagonista del Carosello della Cera Grey. In questa pubblicità rivestivano i panni di Evaristo e Casimiro. 
Durante la stagione 1966/1967, Mario Monicelli li contattò per L'armata Brancaleone e invece Federico Fellini, li cercò per Il viaggio di G. Mastorna, detto Fernet, un progetto che non realizzerà mai e che, in seguito, si svilupperà a fumetti con i disegni di Milo Manara. Voleva inserirli in un cast strepitoso, insieme a Totò, Groucho Marx, Alberto Sordi, con il quale lavorarono ne Il giudizio universale (1961) di Vittorio De Sica, e Zero Mostel. Li avrebbe voluti anche per Fellini Satyricon, ma non se ne fece nulla. Ebbero modo di prendere parte, però, alla riuscitissima parodia Satiricosissimo, insieme ad una giovane Edwige Fenech. 
Come avvenuto già in passato per altri popolari comici (Totò e Peppino De Filippo, con i quali lavorarono, Stanlio e Ollio), anche a loro due fu dedicata una serie a fumetti. Dal 4 novembre 1967 al 10 febbraio 1968 la casa editrice romana Gallo Rosso, il cui titolare era Luigi De Filippo, distribuì 16 albi in bianco e nero con le storie della celebre coppia, disegnate da Luciano Bernasconi, e con le copertine di Manfredo. Il prezzo di ogni numero era di cento lire. Le sessantaquattro pagine di cui si componevano i numeri comprendevano una storia, spesso ispirata da uno dei loro film più famosi; il Corrierino di Ciccio & Franco, poche pagine di vignette con didascalie in rima, sulla falsariga de "Il corriere dei piccoli"; la Posta di Ciccio e Franco e altro. Con mille lire ci si poteva iscrivere al club, con cinquemila, invece, sottoscrivere un abbonamento annuale al fumetto.
Il 15, 16 e 17 giugno 1972 presero parte alle tre serate finali di Un disco per l'estate, condotte da Corrado e Gabriella Farinon. Furono ospiti fissi insieme a Raffaella Carrà, Minnie Minoprio, Gino Cervi e Paolo Panelli.

### Da solo
Ciò non deve far pensare che l'amicizia tra Franco e Ciccio fosse stabile: ci furono, e spesso in diretta televisiva, sonore litigate fra i due (storica è rimasta la baruffa nella trasmissione Ricomincio da due (1990-1991), condotta da Raffaella Carrà in diretta). In genere Ciccio accusava Franco di megalomania, mentre Franco rimproverava al compagno una certa arroganza. Il momento di maggior crisi fra i due si ebbe tra la fine degli anni sessanta e l'inizio degli anni settanta. Contribuì la decisione di Ciccio di voler interpretare un ruolo drammatico in La violenza: quinto potere di Florestano Vancini del 1972, insieme a Enrico Maria Salerno, Mariangela Melato e Gastone Moschin. Tutto ebbe inizio nel 1970, quando Ciccio si esibì a Canzonissima, per cantare Canto pè magnà (parodia della celebre canzone Tanto pè cantà di Petrolini e portata al successo da Nino Manfredi al Festival di Sanremo dello stesso anno). Grazie a questa sua esibizione comica, Ingrassia si attirò le simpatie di molti registi di genere drammatico (come confermato da lui in una puntata del programma Tanto piacere del 1975). Nei primi anni settanta, Franchi aveva partecipato al Festival di Napoli come cantante, suscitando qualche irritazione nel partner, che ebbe a dichiarare: «Franchi s'è messo in testa di fare il cantante. E adesso per la musica trascura il cinema che è il nostro pane quotidiano.» Ingrassia, da parte sua, ruppe il patto non scritto di rifiutare parti soliste per partecipare al film drammatico La violenza: quinto potere, ma la rottura definitiva si ebbe nel 1972, all'indomani della partecipazione alla serie televisiva Pinocchio, quando Ingrassia, ricoverato per una grave forma di ulcera perforata, si vide sostituito da Luigi Pistilli come partner di Franchi nel film Il gatto di Brooklyn aspirante detective (che in origine si sarebbe dovuto intitolare Il gatto di Siracusa e la volpe di Trapani).

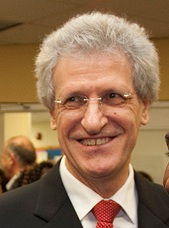
Ciccio Ingrassia impersona la volpe in Le avventure di Pinocchio (1972)

Alla base della rottura vi era anche una diversa visione delle loro scelte artistiche, che il più ambizioso Ingrassia avrebbe voluto più ponderate, dando più peso alla qualità che alla quantità. Nei periodi di lontananza da Franco, Ciccio continuò la sua carriera, interpretando, tra i molti ruoli, lo zio matto in Amarcord di Federico Fellini (1973) e l'onorevole Voltrano in Todo modo di Elio Petri (1976), con Marcello Mastroianni e Gian Maria Volonté, tratto dall'omonimo romanzo di Leonardo Sciascia, che gli valse il Nastro d'argento al migliore attore non protagonista. Una breve riconciliazione avvenne nel 1973, quando il Programma Nazionale commissionò una commedia in siciliano, Il cortile degli Aragonesi, che fu rappresentata una sola volta e poi trasmessa in televisione. Al contempo, annunciarono diversi progetti di film in lavorazione tra cui Il tifoso, satira calcistica, con due gelatai che dovevano preparare coni con i colori delle squadre del cuore, e L'aborto, una commedia sul tema che avrebbe dovuto essere il suo esordio alla regia. Tra questi progetti, però, andrà in porto il solo Farfallon (1974).
Si cimentò poi anche come regista e aprì la casa di produzione "Ingra Cinematografica", dirigendo nel 1974 il film comico Paolo il freddo, con lo stesso Franco nel ruolo del protagonista eponimo, e nel 1975 L'esorciccio, con Lino Banfi. Inizialmente sarebbe dovuto esserci un sequel del film intitolato L'esorciccio contro King Kong, ma poi il progetto non venne prodotto.

Mimmo Baldi e Ciccio Ingrassia nel 1975, in una scena del film L'esorciccio

In questo periodo, inoltre, Ciccio realizzò un Carosello per l'azienda modellistica di trenini da collezione Lima.
Non mancarono, però, i rifiuti a vari film dell'epoca, quali Malizia (1973) di Salvatore Samperi (per il ruolo del protagonista Ignazio La Brocca); Paolo Barca, maestro elementare, praticamente nudista (1975) di Flavio Mogherini (per il ruolo del direttore didattico), con Renato Pozzetto; Il marito in collegio (1977) di Maurizio Lucidi (per il ruolo di Giusmaria), con Enrico Montesano; Chiaro di donna (1979) di Costa-Gavras (per il ruolo di Galba), con Roberto Benigni e molti altri ancora.
Franco e Ciccio tornarono a lavorare insieme tra il 1976 e il 1977, in occasione del programma televisivo Due ragazzi incorreggibili, diretto da Romolo Siena e del quale erano i presentatori. Il programma includeva la miniserie TV Sandogat, diretta da Mario Amendola e Bruno Corbucci, parodia di Sandokan di Sergio Sollima. Qualche mese prima, si erano riuniti grazie all'intervento di Mike Bongiorno, in una puntata di Ieri e oggi. Nel 1977 sorse un contenzioso con il produttore Edmondo Amati, che aveva realizzato un video (Amici più di prima) formato da un collage di vari film di Franco e Ciccio, senza contattarli. Ciccio, indignato per l'accaduto e abbattuto per varie vicissitudini che lo avevano colpito dall'ultima volta in cui aveva litigato con Franco, a una festa a cui erano presenti tutte le case di produzione, denunciò l'accaduto in pubblico. Si attirò le simpatie di Marco Bellocchio, che inserì lo sfogo ripreso in diretta ne La macchina cinema, ma non quelle degli altri presenti, che lo isolarono. Sempre nel 1977, presero parte all'opera teatrale La granduchessa e i camerieri, diretta da Gino Landi e, successivamente, trasmessa in TV. Nel 1979 Ciccio prese parte al film L'ingorgo di Luigi Comencini, al fianco di Alberto Sordi, Marcello Mastroianni, Ugo Tognazzi e Stefania Sandrelli.

### Anni ottanta e novanta
Il muro che si era creato tra lui e Franco cadde nel 1980, quando si scusò pubblicamente a Domenica in e la riconciliazione ufficiale avvenne in diretta televisiva, grazie all'intervento di Pippo Baudo. Così per la coppia arrivò un ulteriore importante riconoscimento sia di pubblico sia di critica per l'interpretazione nel film Kaos, diretto nel 1984 dai fratelli Paolo e Vittorio Taviani, dell'episodio tratto dalla novella di Pirandello La giara, in cui Ciccio interpretò la parte dell'attore protagonista. Nel 1981 vinse l'undicesima edizione del premio simpatia (un premio che viene conferito annualmente a partire dal 1971 a coloro i quali si sono distinti nel sociale, indipendentemente dal settore in cui operano). 
Questi furono gli anni della loro consacrazione televisiva. Difatti, ebbero la possibilità di condurre varie trasmissioni televisive di successo (sia per le reti Rai che Mediaset). Nel 1980 passarono in Rai e furono scelti da Gianni Boncompagni per condurre il programma Drim, insieme alla figlia Barbara Boncompagni. Dopo il grande successo, furono confermati anche per la trasmissione Patatrac (1981), coadiuvati dalla cantante Luciana Turina. Tramontato il periodo dei caroselli e con l'avvicendamento degli spot pubblicitari e della tv commerciale, Franco e Ciccio divennero i testimonial dei rasoi Bic, uno dei primi rasoi usa e getta approdati in Italia. Fra il 1981 e il 1982 fu programmato uno spot in cui i due cantavano sulle biciclette la loro canzone E mi pareva strano, con il testo opportunamente modificato in funzione del prodotto che pubblicizzavano. Nel 1982 presentarono Ridiamoci sopra, con Nadia Cassini, diretti da Romolo Siena e su testi scritti da Dino Verde. Nel 1983 passarono alla conduzione di Beauty Center Show insieme a Barbara Bouchet, con la quale lavorarono anche nel film Crema, cioccolata e... paprika (1981) di Michele Massimo Tarantini, insieme a Renzo Montagnani. Nel 1984, invece, condussero il varietà Bene, bravi, bis, affiancati da Edwige Fenech. Grazie a quest'ultimo, si aggiudicarono i Telegatti 1984, come miglior varietà. Nel 1985-1986, insieme a Gigi Sabani e Celeste Johnson, affiancarono Maurizio Costanzo alla conduzione di Buona Domenica, in onda su Canale 5. 
Nel 1986, durante Grand Hotel, Ciccio ebbe un malore e venne rimpiazzato dal figlio Giampiero. Da quell'anno in poi, intraprese una notevole carriera teatrale. Tra le altre, prese parte alle opere teatrali Classe di ferro (1986) di Aldo Nicolaj, insieme a Gianni Santuccio e Effetti d'un sogno interrotto (1987) di Lamberto Puggelli. Nel 1988 recitò nel ruolo di Gianloreto Bonacci nel film Domani accadrà di Daniele Luchetti, insieme a Paolo Hendel, Margherita Buy e Nanni Moretti (anche produttore del film). Ciccio avrebbe dovuto essere Alfredo nel film Nuovo Cinema Paradiso (1988) di Giuseppe Tornatore, ma venne scartato dalla produzione, offendendosi molto. Nel 1989 prese parte alla fiction Classe di ferro, insieme a Rocco Papaleo e al figlio Giampiero. Nello stesso anno, avrebbe dovuto prendere parte alla fiction I promessi sposi di Salvatore Nocita, ma rifiutò. Insieme, invece, presero parte alla miniserie TV Io Jane, tu Tarzan di Enzo Trapani, insieme a Carmen Russo e a Wess, su Rai 1. Tale miniserie fu pubblicizzata dalla coppia, insieme a Carmen Russo, al Festival di Sanremo 1989, condotto da Rosita Celentano, Paola Dominguín, Danny Quinn e Gianmarco Tognazzi. Nel 1990 prese parte a due film: Viaggio d'amore di Ottavio Fabbri, con Omar Sharif e Maria Grazia Cucinotta (alle prime armi) e Il viaggio di Capitan Fracassa di Ettore Scola, con Massimo Troisi, Ornella Muti e Claudio Amendola. 
Dal 5 al 10 settembre 1990, furono ospiti fissi della trasmissione Il gioco dei 9, condotta da Gerry Scotti su Canale 5. A partire dal 12 gennaio 1991, furono ospiti fissi de La Banda dello Zecchino, presentata da Ave Ninchi e Gianfranco Agus, affiancati da Lisa Russo e Guido Cavalleri. Il 12 maggio 1991 affiancarono Elisabetta Gardini e Leo Gullotta alla conduzione de La festa della mamma, in onda su Rai 1. Nel 1992 Franco e Ciccio tornarono insieme per il programma di Rai 3 Avanspettacolo, ma l'esperienza non ottenne il consenso sperato, poiché il primo si ammalò di cirrosi epatica. Di conseguenza, Ingrassia fu costretto a proseguire da solo, conducendo tutte le altre puntate rimaste.

### Gli ultimi anni
Franco e Ciccio continuarono a partecipare a vari programmi televisivi, sia come presentatori che come ospiti, fino alla morte di Franco, nel 1992. Piano piano, Ingrassia ridusse la sua presenza in televisione (salvo rare occasioni). Il 13 dicembre 1992 fu ospite di Alba Parietti e Toto Cutugno a Domenica In, per ricordare Franco, scomparso quattro giorni prima. Il 15 aprile 1993, invece, fu ospite del Maurizio Costanzo Show, in una puntata in cui era presente, tra gli altri, il senatore Umberto Bossi. Nell'ottobre dello stesso anno, prese parte alla sesta edizione del Film Festival Ragazzi di Bellinzona; il presidente di quell'edizione fu Brenno Martignoni Polti, mentre il direttore artistico fu Domenico Lucchini. In quell'occasione venne omaggiato Franco Franchi, scomparso l'anno precedente. 
Ciccio fece ancora qualche sporadica apparizione cinematografica, come in Condominio (1991) di Felice Farina (grazie al quale vinse il David di Donatello per il miglior attore non protagonista) e in Giovani e belli (1996) di Dino Risi, insieme ad Anna Falchi, per poi smettere definitivamente nel 1997, perché, come riferito dal figlio Giampiero, dopo la morte di Franco aveva ormai perso ogni stimolo. Continuerà a lavorare da solo, al cinema e in teatro, raccogliendo anche grandi consensi, e apparirà ancora talvolta in TV, anche in una intervista riepilogativa di Sergio Grmek Germani, trasmessa nel 1995 in una puntata di Fuori orario. Cose (mai) viste, su Rai3. Il 20 febbraio 1994 fu ospite di Alessandro Cecchi Paone e Paola Perego a Mezzogiorno in famiglia, dove impersonò, in uno sketch, la figura di un puparo. Sempre nel 1994 tornò in teatro per l'ultima volta, recitando nella piéce drammatica Don Turi e Gano di Magonza presso il Teatro Stabile di Palermo. Da questo periodo in avanti, scelse con parsimonia i suoi impegni: nel 1995 compare nel film Camerieri di Leone Pompucci, insieme a Paolo Villaggio, Diego Abatantuono e Antonio Catania e, nel 1997, nel film Fatal Frames - Fotogrammi mortali di Al Festa, nei panni di un mendicante. 
Il 2 giugno 1995 ricevette l'onorificenza come Commendatore Ordine al merito della Repubblica Italiana, dall'allora Presidente della Repubblica Oscar Luigi Scalfaro. Il 16 settembre dello stesso anno, nella serata finale del Salerno Festival, ricevette lo "Charlot d'oro alla carriera" da Willy Molco, nella trasmissione di Rai 3 Risate d'estate, condotta da Nino Frassica. Nel 1998, rifiutò la parte di Don Totò nel film Totò che visse due volte di Daniele Ciprì e Franco Maresco, per via della sua scelta di abbandonare il mondo del cinema. 
La sua ultima apparizione televisiva risale al 7 luglio 1999, in una puntata del Maurizio Costanzo Show, dedicata a Federico Fellini. Da allora in poi, rimase completamente fuori dal mondo dello spettacolo e le sue uscite pubbliche si diradarono. Passò gli ultimi anni in casa e isolato da quel mondo dello spettacolo da cui si è sempre tenuto un po' distaccato.

### La morte
Nel 2001 si ammalò e rifiutò moltissime proposte di lavoro. «Non ho dormito per tanti anni, ora mi riposo», amava rispondere a chi gli chiedeva il motivo del suo rifiuto a partecipare alle trasmissioni televisive cui veniva invitato. In realtà, come ricorda il figlio Giampiero, Ingrassia era impegnato a combattere la malattia. L'ultimo periodo, inoltre, fu molto pesante, perché il fisico si era debilitato da un enfisema polmonare che lo costrinse a respirare con una bombola d'ossigeno. 
In occasione dei dieci anni della scomparsa dell'amico e collega Franco Franchi, il 7 dicembre 2002 rilasciò un'intervista a La Repubblica. Il 18 dicembre successivo avrebbe dovuto prendere parte alla cerimonia del "premio nazionale Franco Franchi", presso il Teatro Politeama di Palermo, ma non poté parteciparvi per l'aggravarsi delle sue condizioni di salute. Nel 2003 (anno della sua dipartita), la Rai mandò in onda una puntata di Ritratti (la rubrica di Giancarlo Governi), dedicata alla storia della celebre coppia. Come dichiarato dallo stesso Ingrassia, nella sua ultima intervista, egli ne rimase molto sorpreso e soddisfatto.
Morì al policlinico Agostino Gemelli di Roma, il 28 aprile 2003, a 80 anni, per problemi respiratori di cui soffriva dal 2001. I funerali religiosi, a cui presenziarono amici e colleghi dello spettacolo tra cui Giancarlo Magalli, Lorella Cuccarini, Rodolfo Laganà, Barbara D'Urso, Rossana Casale, Giorgio Bracardi e Rocco Papaleo vennero celebrati il 30 aprile, nella basilica di Sant'Agnese fuori le mura, in via Nomentana, nel quartiere Trieste. Dopo la cerimonia funebre, il feretro venne tumulato in un loculo nel cimitero monumentale del Verano. L'epitaffio sulla tomba recita: «Stringimi solo per un po' sai che mi farai sorridere [...] ». Con la sua scomparsa si chiuse così definitivamente il ciclo di quella comicità spontanea, scanzonata, satirica e mai volgare, a cui egli aveva dato “il volto triste della risata”, come disse di lui Nino Manfredi.
Alla morte venne omaggiato dall'amico Pippo Baudo: "Un grande artista vero, sincero ma che, da solo o con Franchi, non è stato mai volgare. Una persona riservata, piena di doti e sensibilità", e da Antonio Albanese: "Mi ha sempre attratto la sua bella fisicità, un fondamento della comicità. E la sua onestà, la sua capacità di stupirsi. Un vero siciliano, nobile e popolare insieme". L'attore Pino Caruso, siciliano come lui, dichiarò: "Somatizzava quella fantasia folle di Palermo. Anche il suo fisico rappresentava quel sentimento. Lui, che invece, era un saggio un po' schivo"

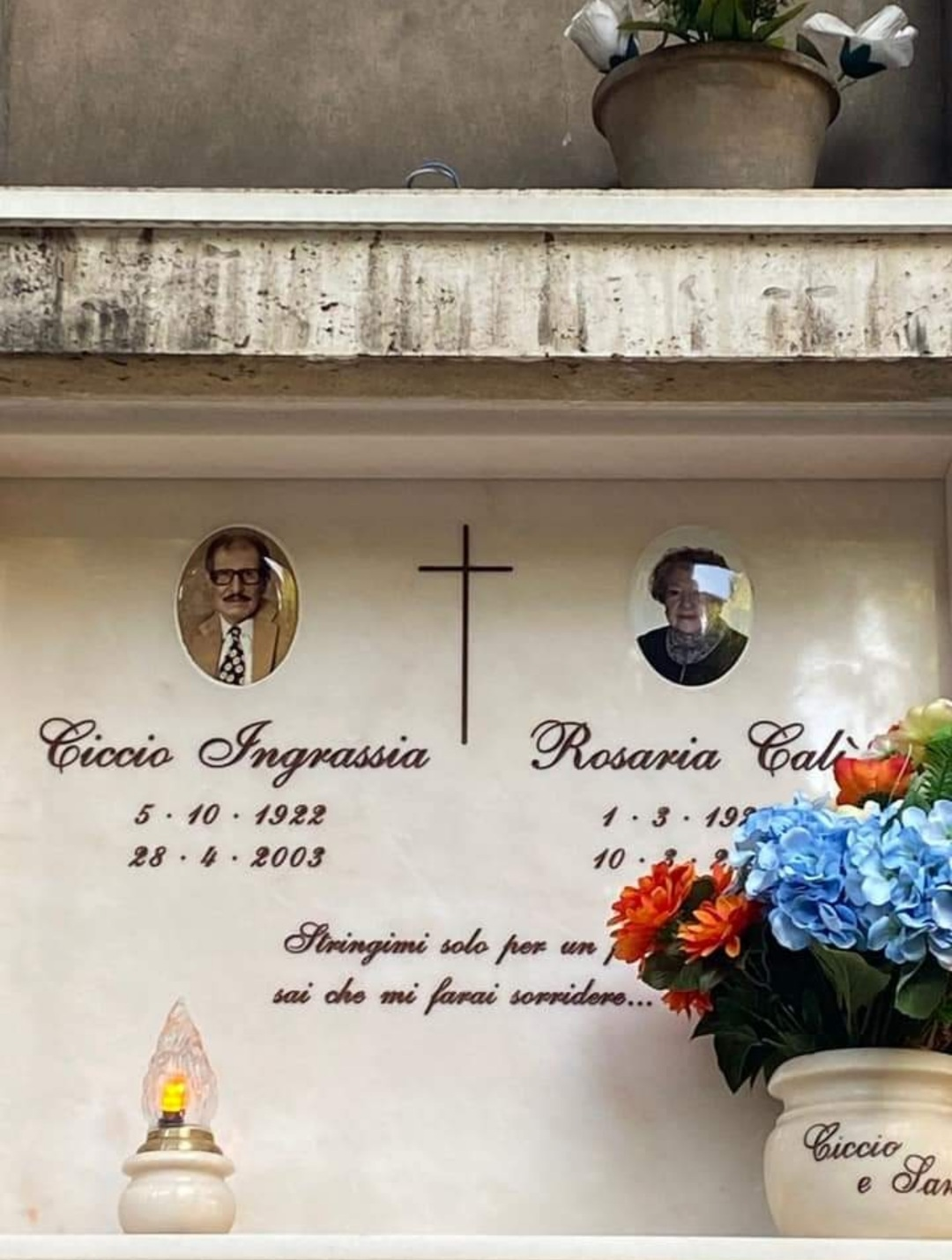
La tomba di Ciccio Ingrassia, insieme alla moglie, al cimitero del Verano

## Vita privata
Fu sposato con Rosaria Calì (1926-2019), detta Sara. Si conobbero nel lontano 1957 a Milano, durante una recita. Il matrimonio, a Genova, arrivò tre anni dopo, il 5 settembre 1960, e dal loro amore nacque il figlio Giampiero, attore, cantante e conduttore televisivo. Quest'ultimo lo rese nonno di Rebecca (2003), grande appassionata di teatro e musica.
Amava il calcio ed era un grandissimo tifoso del Palermo. Si professava cattolico.
Ciccio Ingrassia aveva delle caratteristiche fisiche piuttosto riconoscibili, che contribuivano anche alla sua comicità e presenza scenica. Era alto circa 1,89 m, il che accentuava il contrasto fisico con Franco Franchi, più basso e minuto. Aveva un volto magro, i tratti marcati, con naso prominente e occhi vivaci, spesso accentuati da espressioni esagerate e comiche. Con i capelli scuri in gioventù, poi grigi; spesso spettinati o in disordine, come parte del suo look da "serioso grottesco". Era magro, quasi dinoccolato, con movenze che gli permettevano grande espressività corporea. In molte interpretazioni portava baffi sottili, che rafforzavano la sua immagine da personaggio “alla Totò”. Franchi lo descrisse come "un palo telegrafico con i baffi". Principe coronato cercasi per ricca ereditiera (1970) di Giovanni Grimaldi, insieme ai film Todo modo (1976) di Elio Petri, L'ingorgo (1979) di Luigi Comencini e Viaggio d'amore (1990) di Ottavio Fabbri, rappresenta uno dei rari casi in cui recita senza i famosi baffi.

## Omaggi
L'8 settembre 2004 (un anno dopo la sua scomparsa), durante la 61ª Mostra internazionale d'arte cinematografica di Venezia, Daniele Ciprì e Franco Maresco presentarono fuori concorso il film-documentario Come inguaiammo il cinema italiano - La vera storia di Franco e Ciccio, sulla vita di Franco e Ciccio. Malgrado i problemi incontrati, i due registi hanno raccolto una gran quantità di materiale, anche ricostruendo gli sketch degli esordi in strada dei due comici palermitani, collezionando testimonianze e interviste e cercando di rivalutare la loro comicità mai pienamente apprezzata dai critici.

### Dediche

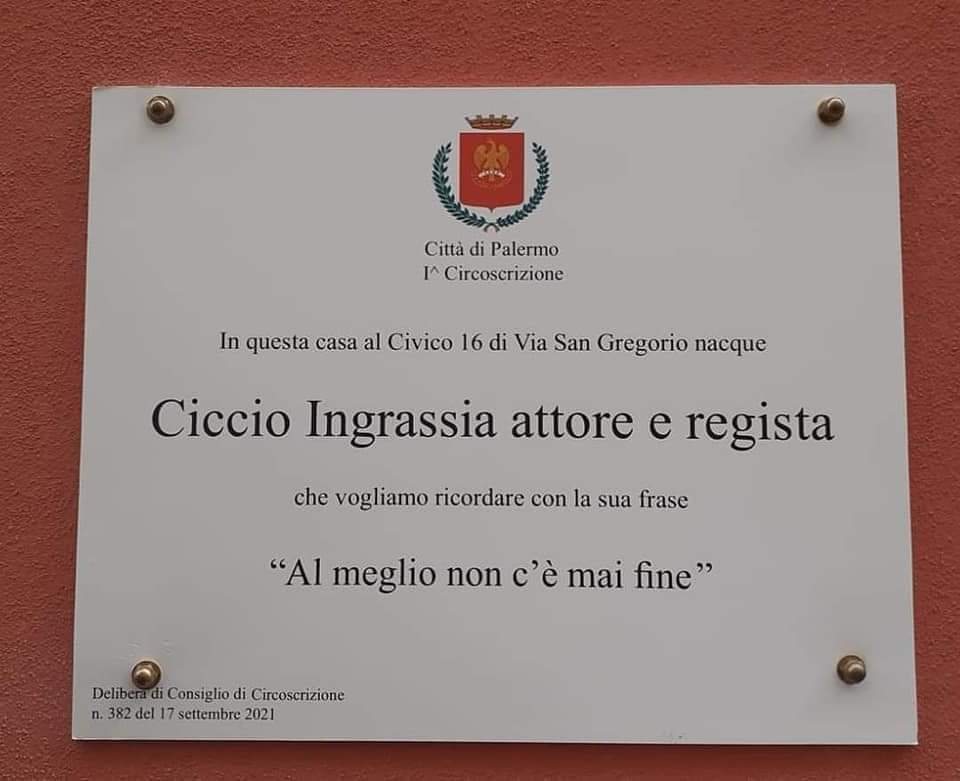
Targa Commemorativa esposta in via San Gregorio n. 16 (Palermo)

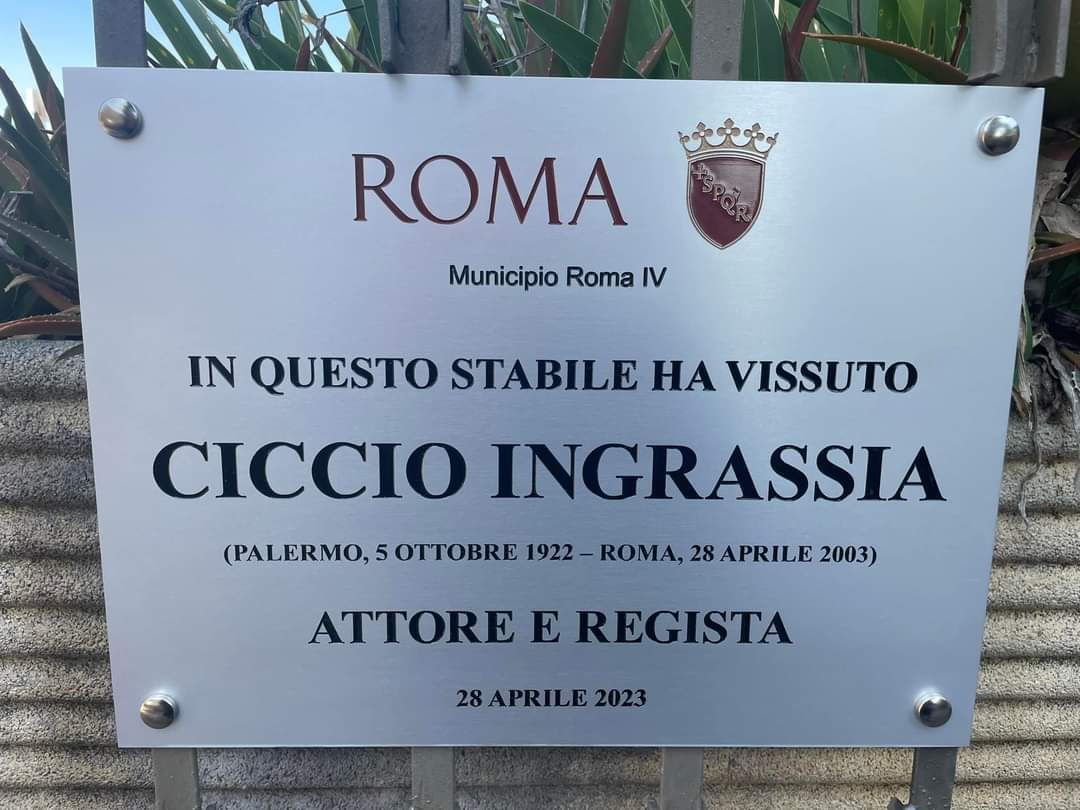
Targa Commemorativa in via dei Monti Tiburtini n. 509 (Roma)

- Nel 2011 è stato istituito un premio in suo onore: "TEATRO SULL'ETNA - PREMIO CICCIO INGRASSIA" (ad opera del comune siciliano di Belpasso, in collaborazione con l"Associazione culturale poltronissima")[42];
- Spettacolo "Ciccio l'altra metà di Franco", organizzata in occasione del 15º anniversario della morte di Ingrassia.[43];
- Il 2 ottobre 2022 il Ministero dello Sviluppo Economico ha emesso un francobollo ordinario, in occasione del centenario della nascita di Ciccio Ingrassia (5 ottobre 1922);
- Il 5 ottobre 2022, in occasione del centenario della sua nascita, in via San Gregorio, gli è stato dedicato un murale;
- Il 22 ottobre 2022, in via San Gregorio n. 16 (Palermo), dove nacque nel 1922, è stata affissa una targa in suo onore;
- Roma Capitale e il Municipio Roma IV, il 28 aprile 2023, in occasione del ventennale della morte, lo hanno celebrato con una targa commemorativa posta in via dei Monti Tiburtini n. 509, dove l'attore visse per molti anni;
- Evento - "Segreti d'Autore, il talento di Ciccio Ingrassia", ideato da Ruggero Cappuccio e diretto da Nadia Baldi (5 Settembre 2024) .

## Filmografia

Ciccio Ingrassia in Due mafiosi contro Goldginger (1965)

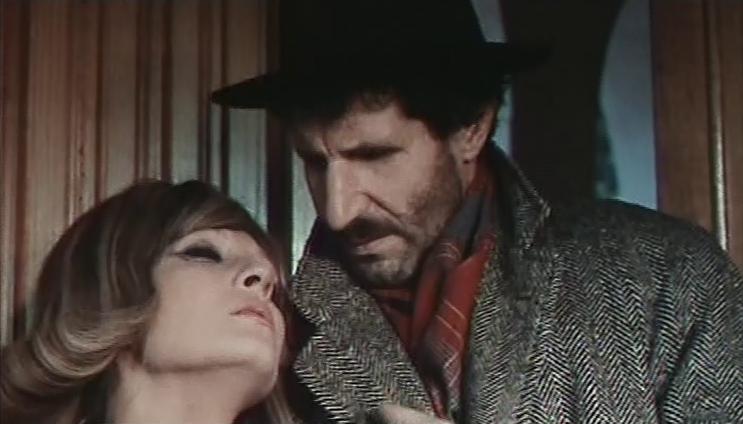
Rossella Como e Ciccio Ingrassia in una scena del film Franco, Ciccio e le vedove allegre del 1968

Ciccio Ingrassia in compagnia di Enrico Maria Salerno in La violenza: quinto potere (1972) di Florestano Vancini

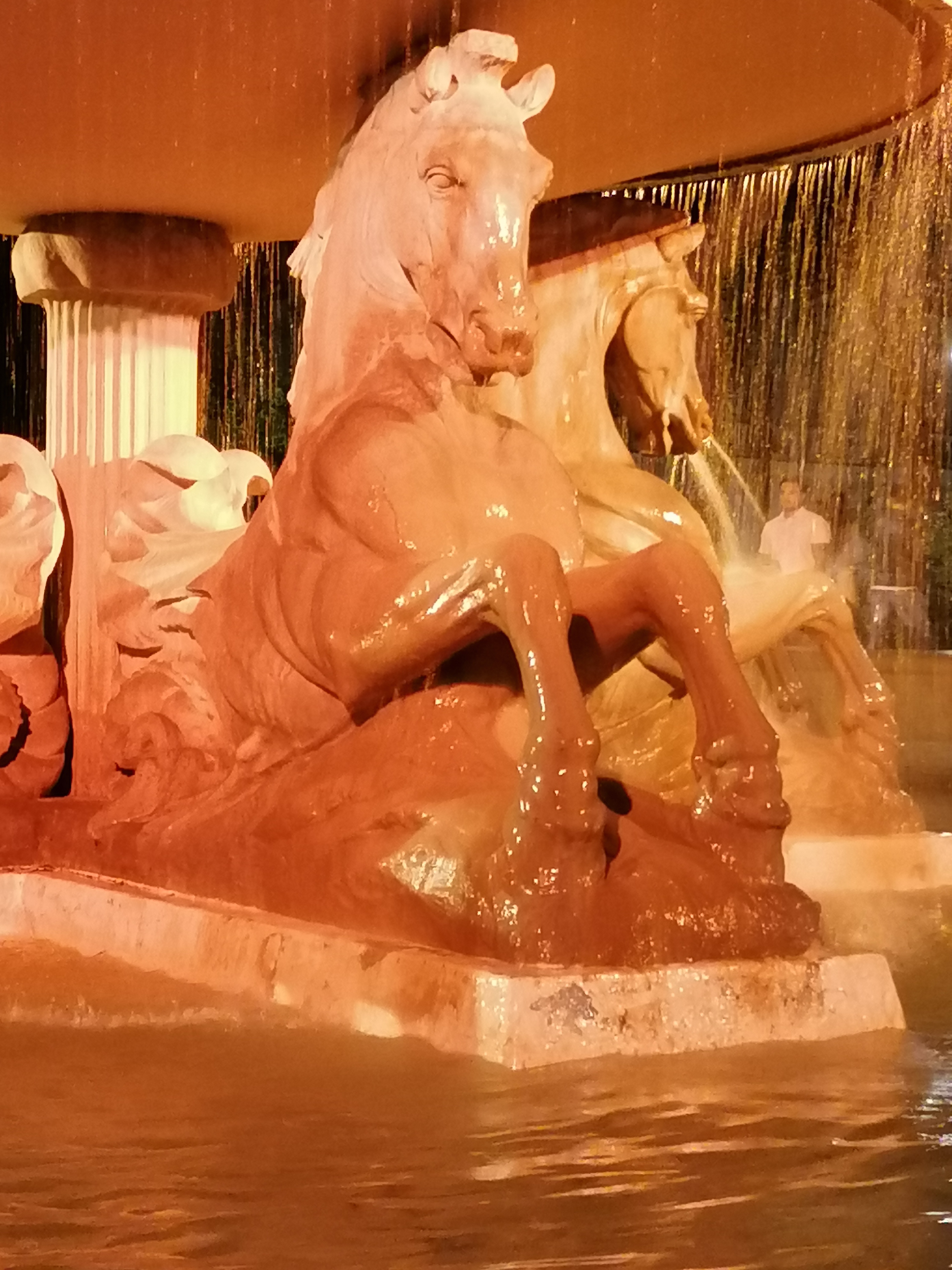
(da sinistra) Pupella Maggio, Armando Brancia, Giuseppe Ianigro e Ciccio Ingrassia in una scena di Amarcord (1973) di Federico Fellini

Ciccio Ingrassia con Lando Buzzanca in Il cav. Costante Nicosia demoniaco ovvero: Dracula in Brianza (1975)

### Attore
Con Franco Franchi
Da solo
- La violenza: quinto potere, regia di Florestano Vancini (1972)
- Amarcord, regia di Federico Fellini (1973)
- Il cav. Costante Nicosia demoniaco ovvero: Dracula in Brianza, regia di Lucio Fulci (1975)
- Bianchi cavalli d'agosto, regia di Raimondo Del Balzo (1975)
- L'esorciccio, regia di Ciccio Ingrassia (1975)
- Todo modo, regia di Elio Petri (1976)
- L'ingorgo, regia di Luigi Comencini (1979)
- Domani accadrà, regia di Daniele Luchetti (1988)
- La bohème, regia di Luigi Comencini (1988)
- Il viaggio di Capitan Fracassa, regia di Ettore Scola (1990)
- Viaggio d'amore, regia di Ottavio Fabbri (1990)
- Condominio, regia di Felice Farina (1991)
- La via del cibo, regia di Eugenio Donadoni e Paolo Ippolito (1994)
- Camerieri, regia di Leone Pompucci (1995)
- Giovani e belli, regia di Dino Risi (1996)
- Fatal Frames - Fotogrammi mortali, regia di Al Festa (1997)

Televisione
- Classe di ferro, serie TV, 1 episodio, regia di Bruno Corbucci (Italia 1, 1989)

Documentari
Ciccio Ingrassia è apparso in diversi documentari, per raccontare sé stesso e la propria carriera, o per rendere la propria testimonianza sulle personalità cinematografiche incontrate e conosciute nel corso degli anni.
- La macchina cinema, regia di Silvano Agosti, Marco Bellocchio, Sandro Petraglia e Stefano Rulli (1978)
- I protagonisti di Fellini, episodio di Zoom su Fellini, regia di Gianfranco Angelucci (1983)[44]
- Fellini dice..., regia di Bruno Mattei (2006)
- Don Turi e Gano di Magonza: cronaca di una messa in scena[45], regia di Accursio Soldano (2014)

### Regista
- Paolo il freddo (1974) - anche soggetto e sceneggiatura
- L'esorciccio (1975) - anche soggetto, con sceneggiatura di Marino Onorati

## Teatro
Da solo
- Classe di ferro, regia di Marco Lucchesi, scritto da Aldo Nicolaj (1986)
- Effetti d'un sogno interrotto, regia di Lamberto Puggelli (1987)
- La cassa riposta (1988)[46]
- Fuori chiave, regia di Gino Zampieri (1990)
- Don Turi e Gano di Magonza, regia di Mimmo Cuticchio (1994)

## Programmi TV
Da solo
- Tanto piacere, regia di Adriana Borgonovo (Programma Nazionale, 1º giugno 1975)
- Il circo delle stelle - Questa sera rischiamo anche noi, Speciale tv, regia di Lella Artesi (Rai 2, 1991)
- Avanspettacolo, regia di Giancarlo Nicotra (Rai 3, 1992) - Conduttore delle ultime quattro puntate

## Radio
Il quadrato senza un lato: ipotesi, incognite, soluzioni e fatti di teatro, regia di Claudio Sestieri e testi di Franco Quadri (1974)

## Pubblicità
Da solo
- Trenini Lima (1974)[47]

## Doppiatori
Anche se italiano, è stato doppiato da:
- Sergio Graziani in Il mio amico Benito
- Enzo Robutti in Amarcord
- Michel Sénéchal in La bohème[48]

## Discografia

### 45 giri
Con Franco Franchi
Da solo
Ciccio, inizialmente, si dedicava alle parodie di canzoni napoletane, tra cui Agata, cavallo di battaglia di Nino Taranto.
- 1975 – L'esorciccio/Sciamuninn rock (Ri-Fi, RFN NP 16610) (il lato B è eseguito da Lino Banfi)

## Riconoscimenti
- David di Donatello
  - 1991 – Miglior attore non protagonista per Condominio[50]

- Nastro d'argento
  - 1974 – Candidatura al miglior attore non protagonista per Amarcord
  - 1976 – Miglior attore non protagonista per Todo modo
  - 1996 – Candidatura al miglior attore non protagonista per Camerieri

- Ciak d'oro
  - 1988 – Candidatura al miglior attore non protagonista per Domani accadrà

- Premio Charlot
  - 1995 – alla carriera
  - 2005 – onorario[51]

- Premio Sacher
  - 1991 – Miglior attore non protagonista per Condominio

- Una vita per il cinema
  - 1969 – Medaglia d'oro
  - 1974 – Vittoria di Samotracia[52]